# 新家工業
新家工業株式会社（あらやこうぎょう、英語: ARAYA INDUSTRIAL CO.,LTD.）は、鋼管や自転車のリムなどを製造する企業。みどり会の会員企業であり三和グループに属している。

## 概要
石川県加賀市（旧江沼郡山中町）で創業し、現在も株主総会は加賀市にある同社工場にて開催されている。鋼管部門では、ロールフォーミング技術を駆使して主に家具や建築材料に使用される鋼管や自動車向けシートレール等の形鋼を製作している。鋼管を販売する販売会社にアラヤ特殊金属株式会社がある。自転車のブランドとしては「ツバメ自転車」であった。
福祉機器製品として、車輪内にサスペンションを組み込んだ「車椅子用サスペンション車輪 アブソレックス ABSOLEX」を開発し、販売している。また、サスペンション車輪「アブソレックス」の特長を利用して、弱電業界の精密電子部品の運搬や、病院・医療関係、流通業界などで使用する産業分野向けのサスペンションキャスターを展開している。
1982年に日本のメーカーで最初にマウンテンバイクを投入したのを皮切りに、1990年代にはマグネシウム一体成形フレーム「クリテリウム・マグネシウム」を発表、月刊誌の国産MTB人気投票で一位に輝くなど評価は高かったが、マウンテンバイクブームの終焉とともに自転車製造からは撤退。同時に販売も取りやめたが、その後OEM供給を受けての自転車販売に復帰し、MTBのmuddy fox（マディフォックス）商標も復活した。現在、自社ブランド名、およびラレーブランドでの自転車販売をしている。
車輪を構成するリムの製造では老舗でありかつ国内最大手。また競輪用NJS認定リムを生産する国内企業は現時点で新家工業1社だけである。

## 事業所
- 本社 - 大阪府大阪市中央区
- 関西工場 - 大阪府大阪市西淀川区竹島
- 名古屋工場 - 愛知県名古屋市南区
- 千葉工場 - 千葉県印旛郡酒々井町
- 山中工場 - 石川県加賀市山中温泉

## 沿革
- 1903年（明治36年）6月 - 創業者の新家熊吉が、石川県山中町で自転車用の木製リムの製造を開始。
- 1919年（大正8年）11月25日 - 新家自転車製造株式会社設立。
- 1931年（昭和6年） - 東京工場（東京都大田区）が操業開始。
- 1933年（昭和8年） - 名古屋工場が操業開始。
- 1937年（昭和12年） - 関西工場が操業開始。新家工業株式会社に社名変更。
- 1944年（昭和19年） - 大阪市西淀川区に本社を移転。
- 1949年（昭和24年）5月 - 大阪証券取引所に株式上場。
- 1950年（昭和25年） - 山中工場が操業開始。
- 1961年（昭和36年） - 東京証券取引所・名古屋証券取引所に株式上場。
- 1965年（昭和40年） - 大阪市中央区に本社を移転。
- 1969年（昭和44年） - 千葉工場が操業開始。
- 2000年（平成12年） - 関西工場鋼管部門ISO9002 認証取得。
- 2002年（平成14年） - 車椅子用サスペンションホイル「アブソレックス」の生産及び販売を開始。
- 2003年（平成15年） - 全工場 ISO9001 認証取得
- 2004年（平成16年） - 全社 ISO14001 拡大認定取得
- 2006年（平成18年） - 名古屋工場においてチタンアングルの生産を開始。 「グループ企業行動規範」を制定。
- 2012年（平成24年） - インドネシアにおいて、鋼管関連の製造・販売のための合弁会社「PT．アラヤ スチール チューブ インドネシア」（現・連結子会社）を設立。
- 2014年（平成26年） - 東京都江東区に「アラヤ清澄白河ビル」を建設、同所に東京営業所を移転。
- 2018年（平成30年） - 鋼管部門の業績拡大を図るため「ステンレスパイプ工業株式会社」の株式を追加取得、連結子会社化。

## 関係会社
- アラヤ特殊金属
- 株式会社新家開発
- 株式会社アラヤ工機
- 大栄鋼業株式会社
- P.T.PABIK ARAYA INDONESIA